# Cachua
La cachua o cashua (quechua: cashua, pronunciación Cuzco-Collao: [qaʃ.wa]) es el nombre que se le da a una danza de orígenes indígenas que es típica de las zonas de Bolivia, Ecuador y Perú. Las crónicas describen a esta danza como un galanteo que se practicaba durante el periodo incaico. Actualmente la instrumentación, coreografías y acompañamiento musical de esta danza es distinto en todas las regiones donde se la ejecuta.

## En el Perú

### Qashwa de San Sebastián en Amantaní

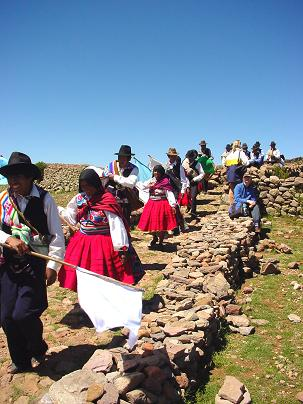
Danzantes del Kashua de San Sebastián en Amantani

Es una danza grupal andina que se ejecuta durante la festividad del Carnaval Chico de San Sebastián en el distrito de Amantaní, provincia de Puno, departamento de Puno. En la tradición local, se cree que esta danza surgió durante la época preincaica.